# (2609) Kiril-Metodi
(2609) Kiril-Metodi est un astéroïde de la ceinture principale.

## Description
(2609) Kiril-Metodi est un astéroïde de la ceinture principale. Il fut découvert le 9 août 1978 à Nauchnyj par Nikolaï Tchernykh et Lioudmila Tchernykh. Il présente une orbite caractérisée par un demi-grand axe de 2,22 UA, une excentricité de 0,09 et une inclinaison de 5,7° par rapport à l'écliptique.

## Compléments